# 社会信用論

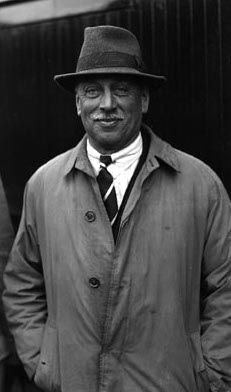
クリフォード・ヒュー・ダグラス

社会信用論（しゃかいしんようろん、英: social credit）とは、クリフォード・ヒュー・ダグラスが提案し、A+B理論からなる、消費ギャップを埋める為、公共通貨（パブリックカレンシー）、国民配当（ベーシックインカム）、正当価格（ジャストプライス）で改善させる思想や運動のこと。